# Seznam dílů seriálu Girlfriends
Toto je seznam dílů seriálu Girlfriends. Americký sitcom Girlfriends byl premiérově vysílán v letech 2000–2008. Prvních šest řad bylo uvedeno na stanici UPN, od roku 2006 byl vysílán na stanici The CW.

## Přehled řad
| Řada | Díly | Premiéra v USA | Premiéra v USA  | Stanice v USA |
| Řada | Díly | První díl      | Poslední díl    | Stanice v USA |
| ---- | ---- | -------------- | --------------- | ------------- |
| 1    | 22   | 11. září 2000  | 14. května 2001 | UPN           |
| 2    | 22   | 10. září 2001  | 20. května 2002 | UPN           |
| 3    | 25   | 23. září 2002  | 19. května 2003 | UPN           |
| 4    | 24   | 15. září 2003  | 24. května 2004 | UPN           |
| 5    | 22   | 20. září 2004  | 23. května 2005 | UPN           |
| 6    | 22   | 19. září 2005  | 8. května 2006  | UPN           |
| 7    | 22   | 1. října 2006  | 7. května 2007  | The CW        |
| 8    | 13   | 1. října 2007  | 11. února 2008  | The CW        |

## Seznam dílů

### První řada (2000–2001)
| Č. v seriálu | Č. v řadě | Původní název                     | Režie                 | Scénář                                                                    | Premiéra v USA (UPN) |
| ------------ | --------- | --------------------------------- | --------------------- | ------------------------------------------------------------------------- | -------------------- |
| 1            | 1         | Toe Sucking                       | Leonard R. Garner Jr. | Mara Brock Akil                                                           | 11. září 2000        |
| 2            | 2         | One Night Stand?                  | Leonard R. Garner Jr. | Mara Brock Akil                                                           | 18. září 2000        |
| 3            | 3         | Girlfrenzy                        | Erma Elzy-Jones       | Bernadette Luckett Strzeminski                                            | 25. září 2000        |
| 4            | 4         | Hip-Ocracy                        | Leonard R. Garner Jr. | Regina Y. Hicks                                                           | 2. října 2000        |
| 5            | 5         | I Pity the Fool                   | Leonard R. Garner Jr. | Marcy Gray Rubin a David Silverman                                        | 9. října 2000        |
| 6            | 6         | The Remains of the Date           | Leonard R. Garner Jr. | Tim Edwards                                                               | 30. října 2000       |
| 7            | 7         | Everything Fishy Ain't Fish       | Sheldon Epps          | Beverly D. Hunter                                                         | 6. listopadu 2000    |
| 8            | 8         | Pregnant Pause                    | Sheldon Epps          | Regina Y. Hicks                                                           | 13. listopadu 2000   |
| 9            | 9         | Fried Turkey                      | Leonard R. Garner Jr. | Mark Alton Brown a Dee LaDuke                                             | 20. listopadu 2000   |
| 10           | 10        | Never a Bridesmaid                | Sheldon Epps          | Temi Akinyemi                                                             | 27. listopadu 2000   |
| 11           | 11        | The Importance of Being Frank     | Sheldon Epps          | Michael B. Kaplan                                                         | 11. prosince 2000    |
| 12           | 12        | The List                          | Sheldon Epps          | námět: Michael B. Kaplan a Lisa Michelle Payton scénář: Michael B. Kaplan | 15. ledna 2001       |
| 13           | 13        | They've Gotta Have It             | Henry Chan            | Mara Brock Akil                                                           | 5. února 2001        |
| 14           | 14        | Bad Timing                        | Tony Singletary       | Bernadette Luckett Strzeminski                                            | 12. února 2001       |
| 15           | 15        | Old Dog                           | Sheldon Epps          | Marcy Gray Rubin a David Silverman                                        | 19. února 2001       |
| 16           | 16        | Friends, Colleagues, Brothers     | Sheldon Epps          | Temi Akinyemi                                                             | 26. února 2001       |
| 17           | 17        | The Declaration of Lynndependence | Ken Whittingham       | Tim Edwards                                                               | 5. března 2001       |
| 18           | 18        | Diss-regard                       | Sheldon Epps          | Regina Y. Hicks                                                           | 12. března 2001      |
| 19           | 19        | A Kiss Before Lying               | Sheldon Epps          | Michael B. Kaplan                                                         | 16. dubna 2001       |
| 20           | 20        | The Burning Vagina Monologues     | Ken Whittingham       | námět: Michele Marburger a Judy Dent scénář: Kevin Marburger a Judy Dent  | 30. dubna 2001       |
| 21           | 21        | Loose Lips Sink Relationships     | Sheldon Epps          | Mark Alton Brown a Dee LaDuke                                             | 7. května 2001       |
| 22           | 22        | Jamaic-Up?                        | Sheldon Epps          | Mara Brock Akil                                                           | 14. května 2001      |

### Druhá řada (2001–2002)
| Č. v seriálu | Č. v řadě | Původní název                            | Režie                  | Scénář                                                           | Premiéra v USA (UPN) |
| ------------ | --------- | ---------------------------------------- | ---------------------- | ---------------------------------------------------------------- | -------------------- |
| 23           | 1         | The Fallout                              | Sheldon Epps           | Mara Brock Akil                                                  | 10. září 2001        |
| 24           | 2         | Just Say No                              | Sheldon Epps           | Mark Alton Brown a Dee LaDuke                                    | 17. září 2001        |
| 25           | 3         | A Full Court Conspiracy                  | Leonard R. Garner Jr.  | Lamont Ferrell a Norman Vance Jr.                                | 24. září 2001        |
| 26           | 4         | Un-Treatable                             | Sheldon Epps           | Bernadette Luckett Strzeminski                                   | 1. října 2001        |
| 27           | 5         | Buh-Bye                                  | Sheldon Epps           | Regina Y. Hicks                                                  | 8. října 2001        |
| 28           | 6         | Willie or Wont He?                       | Henry Chan             | Michael B. Kaplan                                                | 15. října 2001       |
| 29           | 7         | Trick or Truth                           | Leonard R. Garnder Jr. | Mara Brock Akil                                                  | 29. října 2001       |
| 30           | 8         | Joan's Birthday Suit                     | Henry Chan             | Marcy Gray Rubin a David Silverman                               | 5. listopadu 2001    |
| 31           | 9         | Maya Takes a Stan                        | Ken Whittingham        | Regina Y. Hicks                                                  | 12. listopadu 2001   |
| 32           | 10        | Mom's the Word                           | Sheldon Epps           | námět: Kevin G. Boyd a Bonita M. Alford scénář: Bonita M. Alford | 19. listopadu 2001   |
| 33           | 11        | You Better Watch Out                     | Chip Hurd              | Regina Y. Hicks                                                  | 17. prosince 2001    |
| 34           | 12        | I Have a Dream House                     | Sheldon Epps           | Tim Edwards                                                      | 21. ledna 2002       |
| 35           | 13        | Sister, Sistah                           | Leonard R. Gardner Jr. | Bernadette Luckett Strzeminski                                   | 4. února 2002        |
| 36           | 14        | Willie or Won't He II: The Last Chapter? | Sheldon Epps           | Michael B. Kaplan                                                | 11. února 2002       |
| 37           | 15        | Can't Stan Ya!                           | Mary Lou Belli         | Lamont Ferrell a Norman Vance Jr.                                | 25. února 2002       |
| 38           | 16        | Take Me Out After the Ballgame           | Sheldon Epps           | Regina Y. Hicks                                                  | 4. března 2002       |
| 39           | 17        | Childs in Charge                         | Leonard R. Gardner Jr. | Karin Gist                                                       | 18. března 2002      |
| 40           | 18        | Taming of the Realtess                   | Sheldon Epps           | Kevin Marburger a Michele Marburger                              | 25. března 2002      |
| 41           | 19        | X Does Not Mark the Spot                 | Sheldon Epps           | Keith Josef Adkins                                               | 29. dubna 2002       |
| 42           | 20        | My Mother, Myself                        | Sheldon Epps           | Mark Alton Brown a Dee LaDuke                                    | 6. května 2002       |
| 43           | 21        | Just Dessert                             | Sheldon Epps           | Tim Edwards                                                      | 13. května 2002      |
| 44           | 22        | Into the Woods                           | Sheldon Epps           | Mara Brock Akil                                                  | 20. května 2002      |

### Třetí řada (2002–2003)
| Č. v seriálu | Č. v řadě | Původní název                             | Režie                 | Scénář                              | Premiéra v USA (UPN) |
| ------------ | --------- | ----------------------------------------- | --------------------- | ----------------------------------- | -------------------- |
| 45           | 1         | Coming to Terms                           | Sheldon Epps          | Mara Brock Akil                     | 23. září 2002        |
| 46           | 2         | Getting Our Acts Together                 | Sheldon Epps          | Lamont Ferrell a Norman Vance Jr.   | 30. září 2002        |
| 47           | 3         | Secrets and Eyes                          | Mary Lou Belli        | Regina Y. Hicks                     | 7. října 2002        |
| 48           | 4         | Star Craving Mad                          | Mary Lou Belli        | Michael B. Kaplan                   | 14. října 2002       |
| 49           | 5         | Don't Leave Me a Loan                     | Mary Lou Belli        | Tim Edwards                         | 21. října 2002       |
| 50           | 6         | Invasion of the Gold Digger               | Mary Lou Belli        | Keith Josef Adkins                  | 28. října 2002       |
| 51           | 7         | Blinded By the Lights                     | Steve Zuckerman       | Karin Gist                          | 4. listopadu 2002    |
| 52           | 8         | Handling Baggage                          | Sheldon Epps          | Lamont Ferrell a Norman Vance Jr.   | 11. listopadu 2002   |
| 53           | 9         | The Mommy Returns                         | Leonard R. Garner Jr. | Kevin Marburger a Michele Marburger | 18. listopadu 2002   |
| 54           | 10        | A Little Romance                          | Leonard R. Garner Jr. | Gloria Ketterer                     | 25. listopadu 2002   |
| 55           | 11        | Santa v. Monica                           | Sheldon Epps          | Michael B. Kaplan                   | 16. prosince 2002    |
| 56           | 12        | Take This Poem and Call Me in the Morning | Katy Garretson        | Lamont Ferrell a Norman Vance Jr.   | 6. ledna 2003        |
| 57           | 13        | Howdy Partner                             | Leslie Kolins Small   | Tim Edwards                         | 7. ledna 2003        |
| 58           | 14        | Single Mama Drama                         | Sheldon Epps          | Lamont Ferrell a Norman Vance Jr.   | 3. února 2003        |
| 59           | 15        | Happy Valentine's Day… Baby?              | Ken Whittingham       | Mara Brock Akil                     | 10. února 2003       |
| 60           | 16        | Sex, Lies and Books                       | Sheldon Epps          | Regina Y. Hicks                     | 17. února 2003       |
| 61           | 17        | A Stiff Good Man Is Easy to Find          | Sheldon Epps          | Keith Josef Adkins                  | 24. února 2003       |
| 62           | 18        | Runaway Bridesmaid                        | Sheldon Epps          | Karin Gist                          | 24. února 2003       |
| 63           | 19        | The Pact                                  | Katy Garretson        | Kevin Marburger a Michele Marburger | 17. března 2003      |
| 64           | 20        | Where Everyone Knows My Name              | Sheldon Epps          | Regina Y. Hicks                     | 21. dubna 2003       |
| 65           | 21        | Too Much Sharin'                          | Sheldon Epps          | Michael B. Kaplan                   | 28. dubna 2003       |
| 66           | 22        | Blood Is Thicker Than Liquor              | Mary Lou Belli        | Mark Alton Brown a Dee LaDuke       | 5. května 2003       |
| 67           | 23        | The Fast Track & the Furious              | Leonard R. Garner Jr. | Susan Watanabe                      | 12. května 2003      |
| 68–69        | 2425      | The Wedding                               | Salim Akil            | Mara Brock Akil                     | 19. května 2003      |

### Čtvrtá řada (2003–2004)
| Č. v seriálu | Č. v řadě | Původní název                                  | Režie                 | Scénář                              | Premiéra v USA (UPN) |
| ------------ | --------- | ---------------------------------------------- | --------------------- | ----------------------------------- | -------------------- |
| 70           | 1         | Some Enchanted Evening                         | Leonard R. Garner Jr. | Mara Brock Akil                     | 15. září 2003        |
| 71           | 2         | If It's Broke, Fix It                          | Leonard R. Garner Jr. | Mark Alton Brown a Dee LaDuke       | 22. září 2003        |
| 72           | 3         | Snoop, There It Is                             | Sheldon Epps          | Regina Y. Hicks                     | 29. září 2003        |
| 73           | 4         | You Ain't Gotta Go Home but… You Know the Rest | Katy Garretson        | Norman Vance Jr.                    | 6. října 2003        |
| 74           | 5         | Hopelessly Devoted to Two                      | Sheldon Epps          | Karin Gist                          | 13. října 2003       |
| 75           | 6         | Inherit the Lynn                               | Katy Garretson        | Kevin Marburger a Michele Marburger | 20. října 2003       |
| 76           | 7         | And Baby Makes Four                            | Sheldon Epps          | Michael B. Kaplan                   | 3. listopadu 2003    |
| 77           | 8         | Viva Las Vegas                                 | Sheldon Epps          | Mara Brock Akil                     | 10. listopadu 2003   |
| 78           | 9         | Between Brock and a Hard Place                 | Sheldon Epps          | Veronica Chambers                   | 17. listopadu 2003   |
| 79           | 10        | Don't You Want Me Baby?                        | Sheldon Epps          | Tim Edwards                         | 24. listopadu 2003   |
| 80           | 11        | Merry Ex-mas                                   | Mary Lou Belli        | Keith Josef Adkins                  | 15. prosince 2003    |
| 81           | 12        | Prophet and Loss                               | Sheldon Epps          | Michael B. Kaplan                   | 12. ledna 2004       |
| 82           | 13        | Comedy of Eros                                 | Mary Lou Belli        | Tim Edwards                         | 9. února 2004        |
| 83           | 14        | Leggo My Ego                                   | Sheldon Epps          | Regina Y. Hicks                     | 16. února 2004       |
| 84           | 15        | Good Catch or Bad Hop?                         | Sheldon Epps          | Norman Vance Jr.                    | 23. února 2004       |
| 85           | 16        | On the Couch                                   | Sheldon Epps          | Mark Alton Brown a Dee LaDuke       | 1. března 2004       |
| 86           | 17        | Love, Peace and Hair Grease                    | Sheldon Epps          | Karin Gist                          | 29. března 2004      |
| 87           | 18        | Wieners and Losers                             | Sheldon Epps          | Regina Y. Hicks                     | 12. dubna 2004       |
| 88           | 19        | He Loves Her, He Loves Me Not                  | Sheldon Epps          | Keith Josef Adkins                  | 26. dubna 2004       |
| 89           | 20        | The Partnerless Partner                        | Sheldon Epps          | Michael B. Kaplan                   | 3. května 2004       |
| 90           | 21        | Just the Three of Us                           | Sheldon Epps          | Veronica Chambers                   | 10. května 2004      |
| 91           | 22        | Love Thy Neighbor                              | Sheldon Epps          | Kevin Marburger a Michele Marburger | 17. května 2004      |
| 92           | 23        | New York Bound                                 | Salim Akil            | Mara Brock Akil                     | 24. května 2004      |
| 93           | 24        | New York Unbound                               | Salim Akil            | Mara Brock Akil                     | 24. května 2004      |

### Pátá řada (2004–2005)
| Č. v seriálu | Č. v řadě | Původní název                   | Režie                 | Scénář                              | Premiéra v USA (UPN) |
| ------------ | --------- | ------------------------------- | --------------------- | ----------------------------------- | -------------------- |
| 94           | 1         | L.A. Bound                      | Sheldon Epps          | Mara Brock Akil                     | 20. září 2004        |
| 95           | 2         | The Rabbit Died                 | Sheldon Epps          | Mark Alton Brown a Dee LaDuke       | 27. září 2004        |
| 96           | 3         | A Mile in Her Loubous           | Sheldon Epps          | Veronica Chambers                   | 4. října 2004        |
| 97           | 4         | The J-Spot                      | Sheldon Epps          | Michael B. Kaplan                   | 11. října 2004       |
| 98           | 5         | Maybe Baby                      | Sheldon Epps          | Karin Gist                          | 18. října 2004       |
| 99           | 6         | Too Big for Her Britches        | Sheldon Epps          | Tim Edwards                         | 25. října 2004       |
| 100          | 7         | The Mother of All Episodes      | Sheldon Epps          | Mara Brock Akil                     | 8. listopadu 2004    |
| 101          | 8         | When Hearts Attack              | Mary Lou Belli        | Regina Y. Hicks                     | 15. listopadu 2004   |
| 102          | 9         | Who's Your Daddy?               | Mary Lou Belli        | Tim Edwards                         | 22. listopadu 2004   |
| 103          | 10        | Porn to Write                   | Leonard R. Garner Jr. | Mark Alton Brown a Dee LaDuke       | 29. listopadu 2004   |
| 104          | 11        | All the Creatures Were Stirring | Leonard R. Garner Jr. | Regina Y. Hicks                     | 13. prosince 2004    |
| 105          | 12        | P.D.A.–D.O.A.                   | Sheldon Epps          | Mark Alton Brown a Dee LaDuke       | 3. ledna 2005        |
| 106          | 13        | All in a Panic                  | Katy Garretson        | Karin Gist                          | 7. února 2005        |
| 107          | 14        | Great Sexpectations             | Roger Christiansen    | Michael B. Kaplan                   | 14. února 2005       |
| 108          | 15        | The Way We Were                 | Sheldon Epps          | Kevin Marburger a Michele Marburger | 21. února 2005       |
| 109          | 16        | See J-Spot Run                  | Sheldon Epps          | Veronica Chambers                   | 28. února 2005       |
| 110          | 17        | Good News, Bad News             | Sheldon Epps          | Shauna Robinson                     | 28. března 2005      |
| 111          | 18        | Kids Say the Darndest Things    | Sheldon Epps          | Prentice Penny                      | 25. dubna 2005       |
| 112          | 19        | Finn-ished                      | Sheldon Epps          | Michael B. Kaplan                   | 2. května 2005       |
| 113          | 20        | The Bridges of Fresno County    | Sheldon Epps          | Mark Alton Brown a Dee LaDuke       | 9. května 2005       |
| 114          | 21        | Wedding on the Rocks            | Sheldon Epps          | Regina Y. Hicks                     | 16. května 2005      |
| 115          | 22        | …with a Twist                   | Sheldon Epps          | Mara Brock Akil                     | 23. května 2005      |

### Šestá řada (2005–2006)
| Č. v seriálu | Č. v řadě | Původní název                            | Režie                 | Scénář                              | Premiéra v USA (UPN) |
| ------------ | --------- | ---------------------------------------- | --------------------- | ----------------------------------- | -------------------- |
| 116          | 1         | Fits & Starts                            | Gina Prince-Bythewood | Mara Brock Akil                     | 19. září 2005        |
| 117          | 2         | Odds & Ends                              | Gina Prince-Bythewood | Regina Y. Hicks                     | 26. září 2005        |
| 118          | 3         | And Nanny Makes Three                    | Roger Christiansen    | Kevin Marburger a Michele Marburger | 3. října 2005        |
| 119          | 4         | Latching On and Lashing Out              | Roger Christiansen    | Kevin Marburger a Michele Marburger | 10. října 2005       |
| 120          | 5         | Judging Edward                           | Salim Akil            | Vincent Brown                       | 17. října 2005       |
| 121          | 6         | Everything Old Is New Again              | Roger Christiansen    | Tim Edwards                         | 24. října 2005       |
| 122          | 7         | Trail and Errors                         | Debbie Allen          | Karin Gist                          | 7. listopadu 2005    |
| 123          | 8         | Hot Girl on Girl Action                  | Arlene Sanford        | Michael B. Kaplan                   | 14. listopadu 2005   |
| 124          | 9         | Sleeping Dogs                            | Mary Lou Belli        | Kenya Barris                        | 21. listopadu 2005   |
| 125          | 10        | My Business, Not Your Business           | Eric Laneuville       | Prentice Penny                      | 28. listopadu 2005   |
| 126          | 11        | All God's Children                       | Vito J. Giambalvo     | Mark Alton Brown a Dee LaDuke       | 12. prosince 2005    |
| 127          | 12        | The Music in Me                          | Keith Truesdell       | Vincent Brown                       | 16. ledna 2006       |
| 128          | 13        | The It Girl                              | Eric Laneuville       | Mara Brock Akil                     | 6. února 2006        |
| 129          | 14        | Work in Progress                         | Eric Laneuville       | Prentice Penny                      | 13. února 2006       |
| 130          | 15        | Oh Hell Yes: The Seminar                 | Eric Laneuville       | Kevin Marburger a Michele Marburger | 20. února 2006       |
| 131          | 16        | Game Over                                | Mary Lou Belli        | Tim Edwards                         | 27. února 2006       |
| 132          | 17        | I'll Be There for You… but Not Right Now | Mary Lou Belli        | Regina Hicks                        | 27. března 2006      |
| 133          | 18        | The Game                                 | Salim Akil            | Mara Brock Akil                     | 17. dubna 2006       |
| 134          | 19        | It's Raining Men                         | Linda Mendoza         | Karin Gist                          | 24. dubna 2006       |
| 135          | 20        | I Don't Wanna Be a Player No More        | Linda Mendoza         | Kenya Barris                        | 1. května 2006       |
| 136          | 21        | Party Over Here                          | Salim Akil            | Mara Brock Akil                     | 8. května 2006       |
| 137          | 22        | Ain't Nothing Over There                 | Salim Akil            | Michael B. Kaplan                   | 8. května 2006       |

### Sedmá řada (2006–2007)
| Č. v seriálu | Č. v řadě | Původní název                                           | Režie              | Scénář                              | Premiéra v USA (The CW) |
| ------------ | --------- | ------------------------------------------------------- | ------------------ | ----------------------------------- | ----------------------- |
| 138          | 1         | After the Storm                                         | Salim Akil         | Mara Brock Akil                     | 1. října 2006           |
| 139          | 2         | In Too Deep                                             | Salim Akil         | Regina Y. Hicks                     | 8. října 2006           |
| 140          | 3         | Bad Blood                                               | Salim Akil         | Mark Alton Brown a Dee LaDuke       | 16. října 2006          |
| 141          | 4         | Hustle & Dough                                          | Mary Lou Belli     | Vincent Brown                       | 23. října 2006          |
| 142          | 5         | Everybody Hates Monica                                  | Arlene Sanford     | Karin Gist                          | 30. října 2006          |
| 143          | 6         | If You Can't Stand the Heat, Get Out of the Boonies     | Mary Lou Belli     | Prentice Penny                      | 6. listopadu 2006       |
| 144          | 7         | Just Joan                                               | Salim Akil         | Gregory Storm                       | 13. listopadu 2006      |
| 145          | 8         | Kareokee-Dokee                                          | Salim Akil         | Kevin Marburger a Michele Marburger | 20. listopadu 2006      |
| 146          | 9         | He Had a Dream                                          | Roger Christiansen | Mark Alton Brown a Dee LaDuke       | 27. listopadu 2006      |
| 147          | 10        | I'll Have a Blue Line Christmas                         | Debbie Allen       | Regina Y. Hicks                     | 11. prosince 2006       |
| 148          | 11        | Wrong Side of the Tracks                                | Mary Lou Belli     | Vincent Brown                       | 22. ledna 2007          |
| 149          | 12        | I Want My Baby Back                                     | Debbie Allen       | Kevin Marburger a Michele Marburger | 29. ledna 2007          |
| 150          | 13        | Hot for Preacher                                        | Vito J. Giambalvo  | Karin Gist                          | 5. února 2007           |
| 151          | 14        | Time To Man Up                                          | Eric Laneuville    | Prentice Penny                      | 12. února 2007          |
| 152          | 15        | Willie He or Won't He Part III: This Time It's Personal | Millicent Shelton  | Michael B. Kaplan                   | 19. února 2007          |
| 153          | 16        | What Had Happened Was…                                  | Mary Lou Belli     | Karin Gist                          | 26. února 2007          |
| 154          | 17        | Church Lady                                             | Keith Truesdell    | Kevin Marburger a Michele Marburger | 19. března 2007         |
| 155          | 18        | Operation Does She Yield                                | Vito Giambalvo     | Michael B. Kaplan                   | 26. března 2007         |
| 156          | 19        | A Dingo Ate My Dream House                              | Roger Christiansen | Lorin Wertheimer a Shawn Thomas     | 23. dubna 2007          |
| 157          | 20        | A House Divided                                         | Keith Truesdell    | Mark Alton Brown a Dee LaDuke       | 30. dubna 2007          |
| 158          | 21        | To Be Determined                                        | Salim Akil         | Regina Y. Hicks                     | 7. května 2007          |
| 159          | 22        | It's Been Determined                                    | Salim Akil         | Mara Brock Akil                     | 7. května 2007          |

### Osmá řada (2007–2008)
| Č. v seriálu | Č. v řadě | Původní název                                    | Režie             | Scénář                              | Premiéra v USA (The CW) |
| ------------ | --------- | ------------------------------------------------ | ----------------- | ----------------------------------- | ----------------------- |
| 160          | 1         | Range of Emotions                                | Debbie Allen      | Mara Brock Akil                     | 1. října 2007           |
| 161          | 2         | Baghdad, My Bad                                  | Debbie Allen      | Regina Y. Hicks                     | 8. října 2007           |
| 162          | 3         | Where Did Lynn-Digo?                             | Debbie Allen      | Kevin Marburger a Michele Marburger | 15. října 2007          |
| 163          | 4         | Losing It                                        | Millicent Shelton | Mark Alton Brown a Dee LaDuke       | 22. října 2007          |
| 164          | 5         | Good Grief                                       | Millicent Shelton | Prentice Penny                      | 29. října 2007          |
| 165          | 6         | Spree To Be Free                                 | Millicent Shelton | Karin Gist                          | 5. listopadu 2007       |
| 166          | 7         | Snap Back                                        | Mary Lou Belli    | Golden Brooks                       | 12. listopadu 2007      |
| 167          | 8         | Save the Last Dance                              | Mary Lou Belli    | Vanessa Middleton                   | 19. listopadu 2007      |
| 168          | 9         | R-E-S-P-E-C-T, Find Out What It Means to William | Mary Lou Belli    | Michael B. Kaplan                   | 26. listopadu 2007      |
| 169          | 10        | Deck the Halls with Bags and Folly               | Debbie Allen      | Regina Y. Hicks                     | 10. prosince 2007       |
| 170          | 11        | Adapt to Adopt                                   | Debbie Allen      | Mark Alton Brown a Dee LaDuke       | 4. února 2008           |
| 171          | 12        | What's Black-A-Lackin'?                          | Tracee Ellis Ross | Kevin Marburger a Michele Marburger | 11. února 2008          |
| 172          | 13        | Stand and Deliver                                | Debbie Allen      | Prentice Penny                      | 11. února 2008          |